# Sapezal
Sapezal é um município brasileiro do Estado de Mato Grosso, localizado a latitude 13º32'33" sul e longitude 58º48'51" oeste, a uma altitude de 370 metros acima do nível do mar. Sua área territorial é de 13.598 km² e sua população era de 25.054 habitantes, em 2018.

## História
Sapezal foi elevada a município em 19 de setembro de 1994, tendo sido desmembrada de Campo Novo do Parecis.

## Geografia
O rio Sapezal, que empresta seu nome à cidade, deságua no rio Papagaio, que vai se juntar ao Juruena. O nome do rio, por sua vez, vem do sapé, uma planta da família das gramíneas que é muito utilizada na cobertura de ranchos.